# John Jacob Astor Hotel
Das John Jacob Astor Hotel, ursprünglich bekannt als Hotel Astoria, ist ein historisches Hotelgebäude in Astoria, Oregon in den Vereinigten Staaten. Es wurde am 16. November 1979 in das National Register of Historic Places (NRHP) aufgenommen.  Es ist eines der höchsten Gebäude an der Oregon Coast und in Astoria weit sichtbar.  Das 1922–23 erbaute Hotel wurde 1924 eröffnet und war zunächst ein Zentrum des städtischen gesellschaftlichen und wirtschaftlichen Lebens, doch schon bald stellten sich eine Reihe von Problemen ein, und das Hotel kämpfte jahrelang mit finanziellen Schwierigkeiten.  Es wurde 1951 umbenannt in John Jacob Astor Hotel, doch der wirtschaftliche Niedergang setzte sich fort, dazu kamen eine Reihe weiterer Probleme. Aus Sicherheitsgründen ordnete die Stadt 1968 den Abriss des Gebäudes an, das bis 1984 ungenutzt blieb, bis dann doch Erneuerungsarbeiten begonnen wurden und 1986 der Umbau in ein Apartmentgebäude erfolgte, wobei die beiden untersten Stockwerke der gewerblichen Nutzung gewidmet wurden. Dank einer Antenne auf dem Gebäude wurde in Astoria 1948 das erste Kabelfernseh-System der Welt eingerichtet.

## Geschichte
Baubeginn war im November 1922. Die Baumaßnahmen endeten Ende 1923, und am 1. Januar 1924 wurde der Hotelbetrieb aufgenommen. Zu Beginn der Bauarbeiten sahen die Pläne einen fünf Stockwerke umfassenden Neubau vor, doch schon einen Monat später, am 8. Dezember 1922, kam es zu einem Großbrand, der einen Großteil des Zentrums von Astoria zerstörte. Der sich daraus ergebende Mangel an Wohnungen veranlasste die Columbia Hotel Company, die Pläne für das Hotel zu revidieren und stattdessen acht Stockwerke zu bauen. Das Hotel war bei der Fertigstellung das höchste Gebäude in Oregon außerhalb von Portland und das höchste gewerblich genutzte Gebäude an der Oregon Coast. Emporis gibt die Höhe des Gebäudes mit 26 m an. Diesen Rang reichte das Bauwerk 1926 an den neunstöckigen, 33 m hohen Neubau des Marshfield Hotel (heutiges Tioga Hotel) in Coos Bay weiter. Die Arbeiten am Marshfield Hotel wurden jedoch unterbrochen, sodass der Rohbau bis Ende der 1940er Jahre ohne Fenster verblieb, als das Hotel als Tioga Hotel eröffnet wird. Bis zur Eröffnung des Tioga Hotels im Jahr 1948 blieb das Hotel Astoria das höchste in Nutzung befindliche Gewerbegebäude an der Oregon Coast.
Das Gebäude hat einen L-förmigen Grundriss. Auf der prominenteren Seite, der Westfassade, erstreckt sich das Bauwerk über die volle Länge des Straßenblocks an der 14th Street zwischen Commercial und Duane Streets. An der Nordseite, entlang der Commercial Street, ist das Bauwerk fast genauso lang, doch nach Süden und Osten sind die Fassaden weniger als halb so lang. Die Fassadenfarbe war ursprünglich weitgehend weiß, die beiden untersten Etagen waren grau.

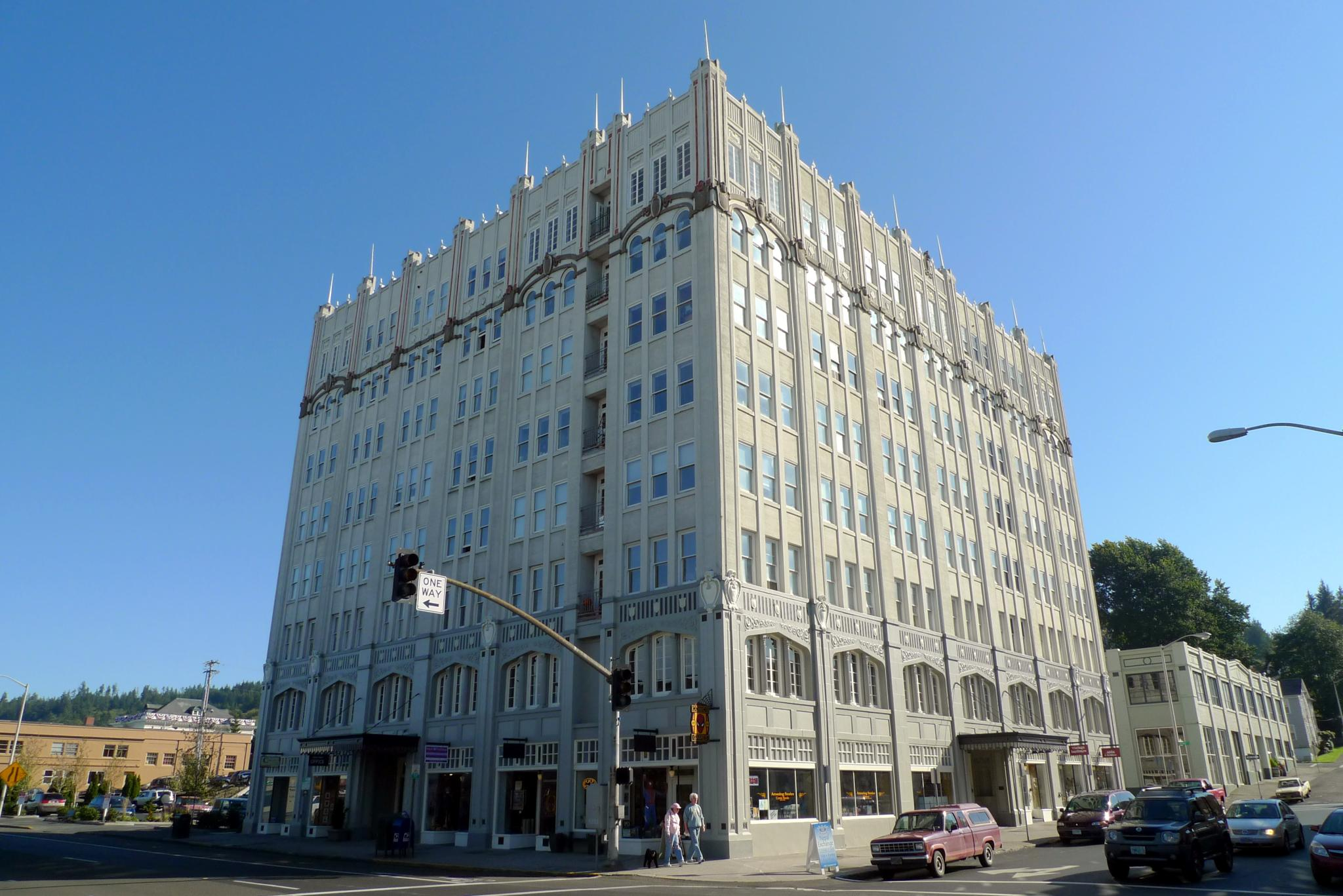
Ansicht im Jahr 2011 von Nordwesten

In seinen Anfangstagen war das Hotel „der Hub der Geschäftsabschlüsse und sozialen Aktivitäten in der Stadt“. Zusätzlich zu den 150 Gästezimmern waren im obersten Stockwerk des Gebäudes zehn Wohnungen enthalten. Die örtliche Handelskammer hatte ihr Büro in dem Hotel, und im Untergeschoss existierte ein Ausstellungsraum für Handelstreibende. Das Hotel war Gastgeber zahlreicher Tagungen, und mehrere Bürgergruppen nutzten seine Räumlichkeiten für ihre regelmäßigen Zusammenkünfte. Doch bereits nach wenigen Jahren geriet das Hotel in eine finanzielle Schieflage und sah sich mit einer Reihe von Problemen konfrontiert, darunter mit Agenten der Prohibition, Antialkoholaktivisten, Gewerkschaftern und Militärpolizisten. Die Army und Navy der Vereinigten Staaten erklärten das Hotel für Soldaten zum Sperrgebiet, wie The Daily Astorian 2011 in einem Artikel berichtete. Die Fertigstellung des Sunset Highway im Jahr 1949 trug weiter zum Niedergang des Unternehmens bei, weil damit der Portlander Bevölkerung ein zweiter Weg zur Küste zur Verfügung stand, der Astoria allerdings umging. Von den 1930er Jahren an wechselten die Eigentümer des Hotels mehrere Male.
Ende 1951 wurde das Hotel Astoria in John Jacob Astor Hotel umbenannt, zu Ehren des Namensgebers der Stadt, John Jacob Astor. Das weithin sichtbare Gebäude wurde neu rosa gestrichen. Der Niedergang der unmittelbaren Nachkriegszeit setzte sich fort, und andere Probleme bestanden auch. 1961 stellte die Feuerwehr Astorias 51 Verstöße gegen die Brandschutzvorschriften fest, davon waren sechs schwerwiegend, doch noch sieben Jahre später waren diese noch nicht beseitigt. Anfang 1968 wurden das Restaurant und die Hotelbar vom Internal Revenue Service geschlossen, weil diese Steuern hinterzogen.

### Schließung und langer Leerstand
1968 erklärten die Verantwortlichen der Stadt das Gebäude zu einem öffentlichen Ärgernis und zur Feuergefahr und ordneten die Räumung an. Mit Ausnahme einer kleinen Passagierabfertigung der Greyhound Lines, das noch 1970 in Betrieb war, blieb das Gebäude mehrere Jahre ungenutzt. 1978 fasste die Stadtverwaltung den Plan, das Gebäude abzureißen, doch die Wähler lehnten in einem Bürgerentscheid die Finanzierung des Abrisses durch die öffentliche Hand ab. Die Verwaltung des Clatsop County übernahm 1978 aufgrund einer Pfändung für Steuerrückstände das Eigentum an dem Hotel und ließ es Anfang 1979 versteigern. Im Laufe des Jahres gelang es einer Gruppe von Lokalhistorikern, die damit den Abriss des Gebäudes zu verhindern suchte, das Gebäude in das National Register of Historic Places aufnehmen zu lassen. Eine Reihe von Vorschlägen zur Erneuerung und Wiedereröffnung des „heruntergekommenen Schandflecks“ kam allerdings nicht zum Tragen. 1983 hieß es in einem Artikel über Astoria im Sunday Oregonian zum Astor Hotel: „Früher der Stolz von Astoria, beherbergt die einst elegante Unterkunft nur regelmäßige Hausfriedensbrecher und dient als Hafen für alkoholkonsumierende Heranwachsende, die in Astoria samstagsnachts wenig anderes zur Ablenkung finden.“ Das Gebäude trägt immer noch denselben, inzwischen verblassten, rosa Anstrich aus den 1950er Jahren, sodass das vergammelnde Gebäude, das immer noch die Skyline Astorias dominierte, von den Ortsansässigen als „der rosa Elefant“ bezeichnet wurde. Am Ende seiner achtjährigen Amtszeit als Bürgermeister Astorias hatte Bob Chopping die Hoffnung aufgegeben, das Hotel retten zu können. „Die Bürger müssen nach all den Jahren realisiert haben, dass die Chancen auf eine Renovierung null sind.“

### Umbau in Etagenwohnungen

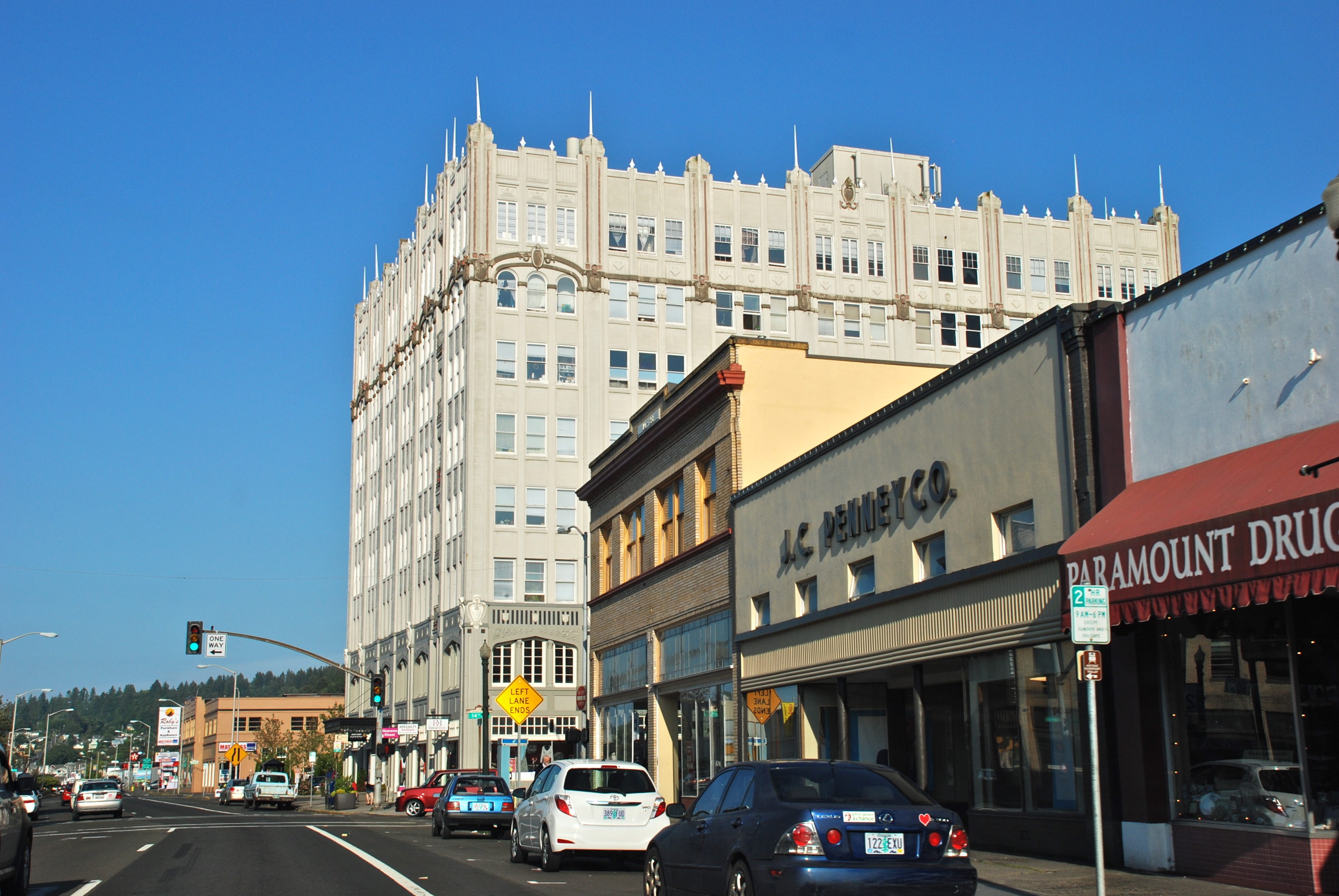
Blick entlang der Main Street in Astoria: Das Gebäude des früheren Astor Hotel ist der höchste Gewerbebau der Stadt.

Ende 1984 wurde ein Plan eines privaten Investors genehmigt, nach dem das frühere Hotel in 70 Apartmentwohnungen für Geringverdiener in den sechs oberen Etagen und gewerbliche Nutzräume in den beiden unteren Etagen umgewandelt würde. 1986 war der Umbau abgeschlossen. Das Gebäude mit den 66 Sozialwohnungen, das nun als Astor Apartments bezeichnet wurde, hatte seine rosa Farbe nicht mehr. Die beiden untersten Stockwerke blieben bis in die 1990er Jahre großteils ungenutzt, doch nach und nach zogen Gewerbebetriebe in die Geschäftsräume ein. Die verzierte Lobby blieb bis 2010 ungenutzt, als ein Händler einzog, der Vintagemöbel und -ausstattungen verkauft.

## Design
Das Hotel Astoria (später John Jacob Astor Hotel) wurde von den Architekten Tourtellotte & Hummel entworfen, deren Sitz sich von 1922 bis 1930 in Portland befand und die später noch zwei weitere Hotels entwarfen, die auch in das NRHP aufgenommen wurden: das Lithia Springs Hotel in Ashland und das Redwoods Hotel in Grants Pass, Oregon. Das achtstöckige John Jacob Astor Hotel wurde aus Stahlbeton errichtet und ist mit Dekorationselementen der Neugotik verziert. Der siebte Stock ist an jedem dritten Fenster dekoriert mit verschiedenen Wappenschildern, und über den Fenstergruppen an den Hausecken in dieser Ebene befinden sich zusätzliche runde Bögen, die mit aufwendigen  Kartuschen aus Betonwerkstein verschönert sind. Jeweils drei Fenster des als Zwischengeschoss ausgeführten zweiten Stocks haben zwei korinthische Pilaster und werden durch einen Kreuzbogen sowie einen Fries mit drei kleinen Wappenschildern darüber zusammengefasst. Die Lobby ist im Zentrum zwei Stockwerke hoch und umfasst zahlreiche korinthische Säulen. Ursprünglich gab es in ihr einen großen offenen Kamin und einen eleganten schmiedeeisernen Kronleuchter mit elektrischen Kerzen und Pergamentlampenschirmen.

## Geburtsort des Kabelfernsehens
Das frühere Hotel wurde als „Geburtsort des Kabelfernsehens“ bezeichnet. Im Jahr 1948 war das Hotel Astoria die Stätte des „ersten Kabelfernsehsystems der Welt“, L. E. „Ed“ Parsons, der damalige Besitzer von Astorias Radiosender KAST erfand das System. Ed Parsons verwendete Koaxialkabel und eine gemeinschaftliche Fernsehantenne, um Fernsehsignale in ein Gebiet zu liefern, das sonst keine Fernsehsignale empfangen hätte. Die erste Fernsehstation im Pazifischen Nordwesten wurde im November 1948 durch die Seattler Radiostation KRSC, heute KING-TV, in Betrieb genommen. Astoria liegt etwa 200 km entfernt von Seattle, und Parsons war nicht in der Lage, in seinem Apartment ein Fernsehbild zu empfangen, auch bei der Verwendung einer hohen Antenne. Gegenüber seiner Wohnung befand sich das achtstöckige Hotel Astoria, und mit der Erlaubnis des Hotelmanagers installierte er eine Antenne auf dem Hoteldach und führte von dort ein Koaxialkabel zu seiner Wohnung. Die Installation funktionierte, sodass das Ehepaar Parsons ab dem Thanksgiving Day 1948 die einzigen Bewohner von Astoria waren, die Fernsehen verfolgen konnten. „Der Empfang war nicht so gut, daß man ihn heute verkaufen könnte“, sagte Parsons 1972 der Zeitung The Oregonian, „doch wir bekamen ein Bild und begannen Gäste anzuziehen“. Das Ehepaar war rasch überwältigt von den Bitten der Freunde und Nachbarn, die sie gerne besuchen wollten, um das neue Medium kennenzulernen. Um dieses Interesse zu befriedigen, legte Parsons ein zweites Kabel zu einem Fernsehapparat in der Lobby des Hotels, und ein Musikladen in der Nähe wurde Ende Dezember der dritte Ort in der Stadt mit einem Fernsehapparat. Parsons begann dann, Kabelverbindungen zu Haushalten in der Umgebung zu legen, mit 25 angeschlossenen Haushalten Mitte März 1949 und 100 im Juli. Einige Zeit später verlegte Parsons seine Gemeinschaftsantenne vom Hoteldach an eine andere Stelle in der Stadt und fügte eine weitere Antenne hinzu.